# La Règle du jeu (revue)
Pour les articles homonymes, voir La Règle du jeu (homonymie).
La Règle du jeu est une revue littéraire française fondée en 1990 par Bernard-Henri Lévy. Sa rédactrice en chef actuelle est Maria de França.

## La revue

### Fondation
Ont participé à sa fondation un groupe d'écrivains réunis autour de Bernard-Henri Lévy, notamment Susan Sontag, Salman Rushdie, Mario Vargas Llosa, Carlos Fuentes, Amos Oz ou encore Jorge Semprún. L'idée de la revue est venue à l'esprit de son fondateur le soir de la chute du mur de Berlin.

### Titre et périodicité
Le nom de la revue « se veut un double salut, explicite, à Michel Leiris et à Jean Renoir », faisant référence à l'œuvre la plus marquante de chacun d'eux, respectivement les quatre volumes de La Règle du jeu (1940-1976) de l'écrivain et le chef-d'œuvre du même nom (1939) du cinéaste.

### Auteurs
La revue compte parmi ses collaborateurs réguliers ou occasionnels Jean-Paul Enthoven, Yann Moix, Gilles Hertzog, Fernando Arrabal, Jacques-Alain Miller, ou encore Tahar Ben Jelloun.

### Contenu
La Règle du jeu s'est impliquée dans un certain nombre de sujets politiques, diplomatiques, littéraires, médiatiques et sociologiques et a manifesté son soutien à Roman Polanski et à l'Iranienne Sakineh Mohammadi Ashtiani.

### Critiques
Pour l'historien des idées François Cusset, « ce cénacle a une remarquable homogénéité idéologique (libéralisme politique, atlantisme extérieur, supériorité des lumières sur les « tribus » ...) ne fait pas précisément le haut lieu de la critique et de la contradiction. Et la doctrine politique de BHL, qui place la soumission à l'ordre légal au fondement de tout le reste, ne fait pas exactement de lui le libre-penseur requis par ce grand tournant. ».
Xavier de La Porte et Jade Lindgaard, auteurs d'une biographie littéraire de Bernard-Henri Lévy, relatent la soirée inaugurale de la réouverture de la publication, le 10 novembre 2010. Ils soulignent le choix du Café de Flore, établissement du Quartier latin fréquenté par le milieu intellectuel, et la présence d'auteurs invités ainsi que de figures des milieux de l'édition, des affaires et de la mode. Ils notent cependant que le noyau effectif des rédacteurs de la revue se réduit à son fondateur, Bernard-Henri Lévy, et à quelques partisans inconditionnels ayant peu de notoriété propre, Gilles Hertzog, Philippe Boggio, Liliane Lazar. Selon eux, le contenu de la revue n'est pas à la hauteur de sa renommée mondaine : « La Règle du jeu est une publication sans doute élégante mais qui, en vingt ans d'existence, n'a fait émerger aucune idée, n'a découvert aucun auteur de référence et, de ce fait, ne s'est jamais imposée comme un lieu important du débat intellectuel français ».

### La Règle du jeucontre les héritiers de Roland Barthes
Le 20 septembre 1991, le Tribunal de Paris, statuant en référé, n'a pas fait droit à la requête des héritiers de Roland Barthes contre La Règle du jeu qui avait fait paraître, sans leur autorisation, dans son numéro du mois d'août, un extrait d'un cours de Roland Barthes au Collège de France sur « le désir de neutre ». La demande de retrait et de destruction du numéro a été rejetée car ne se justifiant pas par l'existence d'une atteinte intolérable et irréparable.

## Prix Saint-Germain
Depuis 2012, la revue a créé le prix Saint-Germain, un prix de cinéma remis en janvier et décerné par un jury exclusivement composé d'écrivains. Le prix est remis à un film français et à un film étranger.